# Hor Al Anz
Hor Al Anz  (in arabo هورالعنز‎?) è una comunità dell'Emirato di Dubai, negli Emirati Arabi Uniti. Si trova nel Settore 1 nella zona settentrionale di Dubai, nel quartiere storico di Deira. 

## Territorio
Il territorio occupa un'area di 3,2 km² nell'area settentrionale di Dubai al centro del quartiere storico di Deira. È delimitato a nord dalla Al Rasheed Road (D 82), a est dalla Al Wuheida Road (D 93), a sud dalla Salah Al Din Road (D 80) e Al Ittihad Road (E 11) e a ovest dalla Abu Bakar Al Siddique Road (D 78).
Il quartiere è diviso in due sottocomunità:
- Hor Al Anz (comunità 127), nella zona occidentale;
- Hor Al Anz East (comunità 133), nella zona orientale.

Le due sottocomunità sono separate dalla Bu Hail Road (D 91).
Il quartiere è residenziale popolare ed è abitato principalmente da lavoratori stranieri (filippini,  indiani , pakistani , nigeriani e altri paesi subsahariani), che trovano conveniente trasferirsi qui per gli affitti fra i più bassi di Dubai, sia per le case che per negozi e uffici.
Punti di riferimento importanti in Hor Al Anz sono: gli uffici del Al Ghurair, Hor Al Anz Park, Ramada Continental Hotel, New Medical Center, Deira Post Office, Al Mulla Plaza e la Biblioteca pubblica di Hor Al Anz.
Il territorio è servito dalla linea verde, della Metropolitana di Dubai, che percorre il confine meridionale del quartiere, con tre fermate: Abu Baker Al Siddique e Abu Hail che si trovano nella zona ovest e Al Qiyadah che serve la zona est. Oltre alla metropolitana il quartiere è servito anche da diverse linee di superficie che percorrono la Hor Al Anz Street e le strade principali del quartiere.